# Платинум Арена (платформа, Красноярская железная дорога)
Платинум Арена — платформа Красноярской железной дороги в городе Красноярске. Расположена рядом с железнодорожным мостом через Енисей, напротив одноимённого ледового дворца в микрорайоне Тихие Зори. Открыта в 2019 году после проведения Универсиады 2019.
Имеет 2 платформы: боковую и островную. Боковая расположена со северной стороны Николаевского моста и микрорайона Тихие Зори, имеет металлический навес и табличку. Островная платформа служит для принятия электропоездов в сторону Красноярска.